# Jacques Morel (écrivain)
Pour les articles homonymes, voir Jacques Morel et Morel.
Œuvres principales
Feuilles mortes
Compléments
Épouse d'Edmond Pottier

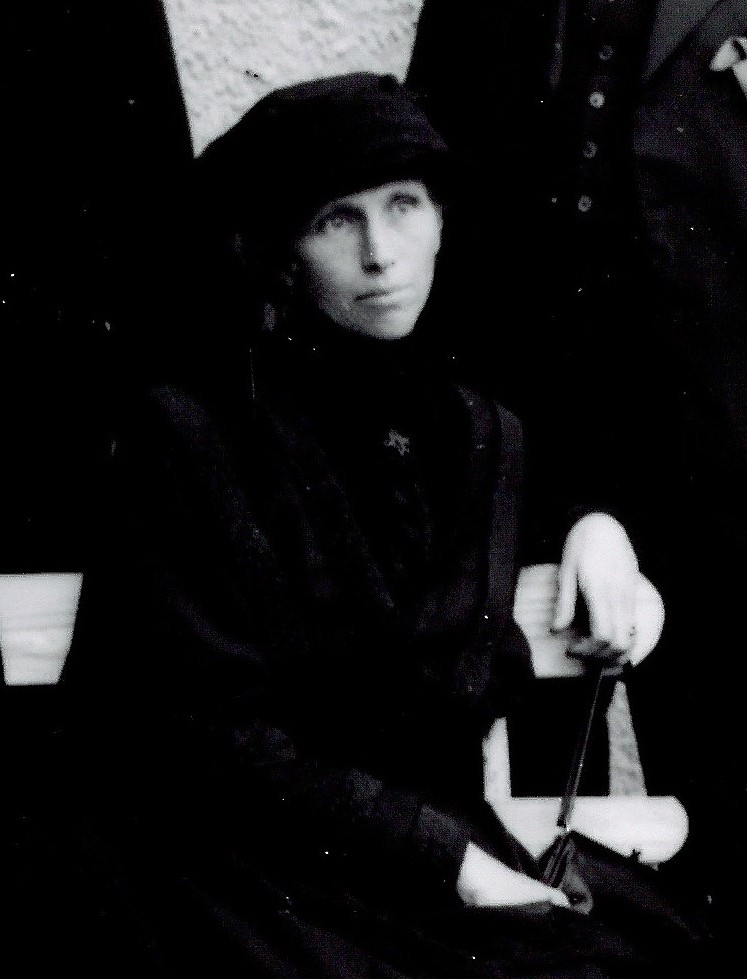

Jacques Morel est le nom de plume de l'écrivaine française Madeleine Pottier, née Madeleine Paule Gorges à Paris (6e arrondissement) le 11 mars 1867, et morte à Paris (14e arrondissement) le 10 décembre 1949. Elle a été lauréate du prix Femina en 1912 pour Feuilles mortes.

## Biographie
Elle était l'épouse d'Edmond Pottier, archéologue qui fut conservateur du musée du Louvre,,.

## Œuvre
- 1901 : Muets aveux, Hachette
- 1905 : La Dette, Calmann-Lévy
- 1912 : Feuilles mortes, Hachette – Prix Femina
- 1927 : Par un chemin détourné, Armand Colin – Prix d'Académie
- 1930 : L'Homme dangereux, Fayard